# Flanelle et Majuscule
Flanelle et Majuscule est une émission de télévision québécoise pour enfants en 26 épisodes de 28 minutes diffusée à partir du 3 septembre 1989 sur le Canal Famille. Elle est diffusée et rediffusée jusqu'au 1er septembre 1994.

## Distribution
- Patrice Coquereau : Majuscule
- Isabelle Vincent : Flanelle
- Johanne Rodrigue : Marionnettiste
- Marionnettes : Cheddar la souris, Paraffine la lapine, et Fuseau la mouffette.

## Fiche technique
- Scénarisation : Jacques Lazure[Lequel ?]
- Réalisation : Jean-Marc Drouin
- Musique : Gaétan Essiambre